# Rezerwat przyrody Koniuszanka II
Rezerwat przyrody Koniuszanka II – krajobrazowy rezerwat przyrody położony w gminie Nidzica w województwie warmińsko-mazurskim, na styku dwóch krain fizjograficznych: Pojezierza Mazurskiego i Sandru Mazursko-Kurpiowskiego. Obszar rezerwatu znajduje się na terenie Nadleśnictwa Nidzica.
Rezerwat Koniuszanka II został ustanowiony na mocy zarządzenia Ministra Leśnictwa i Przemysłu Drzewnego z dnia 11 października 1978 roku. Obejmuje obszar 64,06 ha (według aktu powołującego było to 64,55 ha). Celem ochrony jest zachowanie i ochrona walorów krajobrazowych przełomowego odcinka doliny rzeki Koniuszanki.
W skład drzewostanu rezerwatu wchodzą: dąb szypułkowy, grab pospolity, brzoza brodawkowata, świerk pospolity, sosna zwyczajna.
Do ciekawszych gatunków występujących tu zwierząt należy kruk, orzechówka, dzięcioł czarny, bóbr.
Przez teren rezerwatu częściowo przebiega wykonana w 1996 roku ścieżka edukacyjna mająca charakter zamkniętej pętli o długości ok. 2,5 km, jej początek znajduje się w pobliżu ośrodka wypoczynkowego „Gawra”.